# 玛丽萨·洛佩斯
玛丽萨·洛佩斯（西班牙語：Marisa López，1964年9月10日—），阿根廷女子曲棍球运动员。她曾代表阿根廷参加1987年、1991年和1995年泛美运动会曲棍球比赛，获得三枚金牌。她也曾出战1988年夏季奥运会。